# 新村回族乡
新村乡，是中华人民共和国河北省沧州市黄骅市下辖的一个乡镇级行政单位。

## 行政区划
新村乡下辖以下地区：
新村乡家属社区、新村、冯家堡村、渔沟村和狼坨村。